# Pavla Gajdošíková
Pavla Gajdošíková (* 4. července 1991 Zlín) je česká herečka a zpěvačka.

## Životopis
Vyrůstala v Otrokovicích a nedalekém Bělově. Pro herectví se rozhodla, když se zúčastnila konkurzu na muzikál Šumař na střeše v Městském divadle Zlín. Vystudovala herectví na Janáčkově konzervatoři v Ostravě. Za ztvárnění Maryši ve stejnojmenné inscenaci získala Cenu divadelní kritiky, Cenu Jantar a byla nominována na Cenu Thálie. V minulosti vystupovala na koncertech s Ostravskou filharmonií a byla zpěvačkou kapely Tamala.
Od roku 2020 je v angažmá v pražském Divadle pod Palmovkou, v předešlém období byla součástí souboru ostravského Divadla Petra Bezruče. V roce 2021 ztvárnila v dramatu Chyby hlavní roli mladé ženy Emy, která v mládí natočila pornografický film a minulost ji stále dohání. Za roli byla oceněna Českým lvem v kategorii nejlepší herečka v hlavní roli a Cenou české filmové kritiky.

## Filmografie
| Rok  | Název                      | Role                  | Poznámky                                  |
| ---- | -------------------------- | --------------------- | ----------------------------------------- |
| 2011 | Vždyť se skoro nic nestalo | Markéta               | studentský film                           |
| 2012 | DonT Stop                  |                       |                                           |
| 2013 | Hořící keř                 |                       | televizní film                            |
| 2014 | Případy 1. oddělení        | Kholová               | televizní seriál, díl: Laborant           |
| 2016 | Bajkovník                  | moderátorka           | televizní pořad                           |
| 2019 | Zkáza Dejvického divadla   | fanynka Hynka Čermáka | televizní seriál, díl: Šmejdi             |
| 2020 | Specialisté                | Karolína Pokorná      | televizní seriál, díl: Lži                |
| 2020 | Místo zločinu Ostrava      | Dana Součková         | televizní seriál, díl: Všechny barvy léta |
| 2020 | VyPlašení                  |                       | internetový pořad                         |
| 2021 | Chyby                      | Ema                   |                                           |
| 2021 | Hrana zlomu                | Kateřina              |                                           |
| 2021 | Volným pádem               | zdravotní sestra      |                                           |
| 2021 | Anatomie života            |                       | televizní seriál                          |
| 2021 | Liga mužské moudrosti      | Stáňa Doušová         | internetový seriál                        |
| 2022 | Špunti na cestě            | Jitka Kozová          | televizní seriál                          |
| 2022 | Vidět Salisbury            |                       |                                           |
| 2023 | Kriminálka Anděl           | patoložka             | televizní seriál                          |

## Divadelní role, výběr
- 2017 Yasmina Reza: Bůh masakru, Veronika, Divadlo Mír, režie Dušan Urban
- 2017 Sébastien Thiéry: Dva úplně nazí muži, mladá žena, Divadlo Mír, režie Václav Klemens
- 2018 Alois Mrštík, Vilém Mrštík: Maryša, Maryša, Divadlo Petra Bezruče, režie Janka Ryšánek Schmiedtová
- 2019 Michail Bulgakov: Mistr a Markétka, Markétka, Divadlo Petra Bezruče, režie Alexandr Minajev
- 2020 Kateřina Tučková: Žítkovské bohyně, Dora Idesová (v alternaci s Terezou Dočkalovou), Divadlo pod Palmovkou, režie Michal Lang
- 2021 Anton Pavlovič Čechov: Višňový sad, Varja, Divadlo pod Palmovkou, režie Martin Čičvák
- 2021 Tomáš Dianiška: Encyklopedie akčního filmu, Vašek, Divadlo pod Palmovkou, režie Tomáš Dianiška
- 2022 Alin Neguțoiu: Romeo&Julie2022, Kněžka, Divadlo pod Palmovkou, režie Alin Neguțoiu